# Naomi Bentley
Naomi Bentley (geboren 1982) ist eine britische oder australische Schauspielerin.

## Leben
Bentley absolvierte im Jahr 2004 eine dreijährige Schauspielausbildung an der Webber Douglas Academy of Dramatic Art. Sie gab 2004 ihr Fernsehdebüt in einer Episode der Fernsehserie Holby City, gefolgt von einem Auftritt in Blue Murder.
Als Theaterschauspielerin hatte sie Auftritte in den Theaterstücken Burn von Deborah Gearing, Chatroom von Enda Walsh und Citizenship von Mark Ravenhill am National Theatre in London. Sie spielte 2005 die Martha in dem Stück Martha Loves Michael am Pleasence Theatre in Edinburgh beim Edinburgh Festival Fringe und 2006 die Rolle der Leah in dem Stück Beautiful Thing von Jonathan Harvey am Sound Theatre. 2009 spielte sie am Almeida Theatre in London die Rolle der Gabrielle York (als junge Frau) in dem neuen Theaterstück When the Rain Stops Falling des australischen Dramatikers Andrew Bovell. Die Kritik lobte ihre „schöne Verletzbarkeit“ als unglückliche junge Frau, die sich in den Mann Tom verliebt.
Bentleys weitere TV- und Filmrollen seit 2004 waren die Maria Jackson in der Krimiserie Dalziel und Pascoe, Leonilda in Casanova, Rachel in der britischen Sitcom Grownups und die Rolle der Shelley in dem von Channel 4 produzierten Film The Mark of Cain. Die zweite Staffel der Science-Fiction-Serie Primeval, in der Bentley eine Hauptrolle spielte, wurde auf ITV im März und April 2008 gezeigt.
Sie spielte in der BBC-Komödie Mutual Friends neben Marc Warren, Keeley Hawes, Sarah Alexander und Alexander Armstrong. 2008 war sie auch in der Rolle der Medizinstudentin Holly Farr in der Kriminalserie Gerichtsmediziner Dr. Leo Dalton zu sehen. 2009 hatte sie eine Episodenhauptrolle im Weihnachtsspecial der britischen Mystery-Serie Jonathan Creek.

## Filmografie (Auswahl)
- 2004: Holby City (Fernsehserie, 1 Folge)
- 2004: Blue Murder (Fernsehserie, 1 Folge)
- 2005: Casanova
- 2005: Can You Take It?
- 2006: Doctors (Fernsehserie, 1 Folge)
- 2006: Snuff Box
- 2006: Dalziel und Pascoe – Mord in Yorkshire (Dalziel and Pascoe, Fernsehserie, 1 Folge)
- 2006: Extras (Fernsehserie, 1 Folge)
- 2006: Goldplated (Fernsehserie, 8 Folgen)
- 2006: January 2nd
- 2007: The Mark of Cain
- 2007: Under One Roof
- 2007: Rush Hour
- 2007: Grownups (Fernsehserie, 6 Folgen)
- 2008: Primeval – Rückkehr der Urzeitmonster (Primeval; Fernsehserie, 7 Folgen)
- 2008: Gerichtsmediziner Dr. Leo Dalton (Silent Witness; Fernsehserie, 2 Folgen)
- 2008: Mutual Friends (Fernsehserie, 8 Folgen)
- 2009: Jonathan Creek (Fernsehserie, Folge The Grinning Man)
- 2009: New Tricks – Die Krimispezialisten (New Tricks, Fernsehserie, 1 Folge)
- 2011: Casualty (Fernsehserie, 4 Folgen)
- 2012: Vera – Ein ganz spezieller Fall (Vera; Fernsehserie, 1 Folge)
- 2013: Miranda (Fernsehserie, 3 Folgen)